# Baia di Galveston

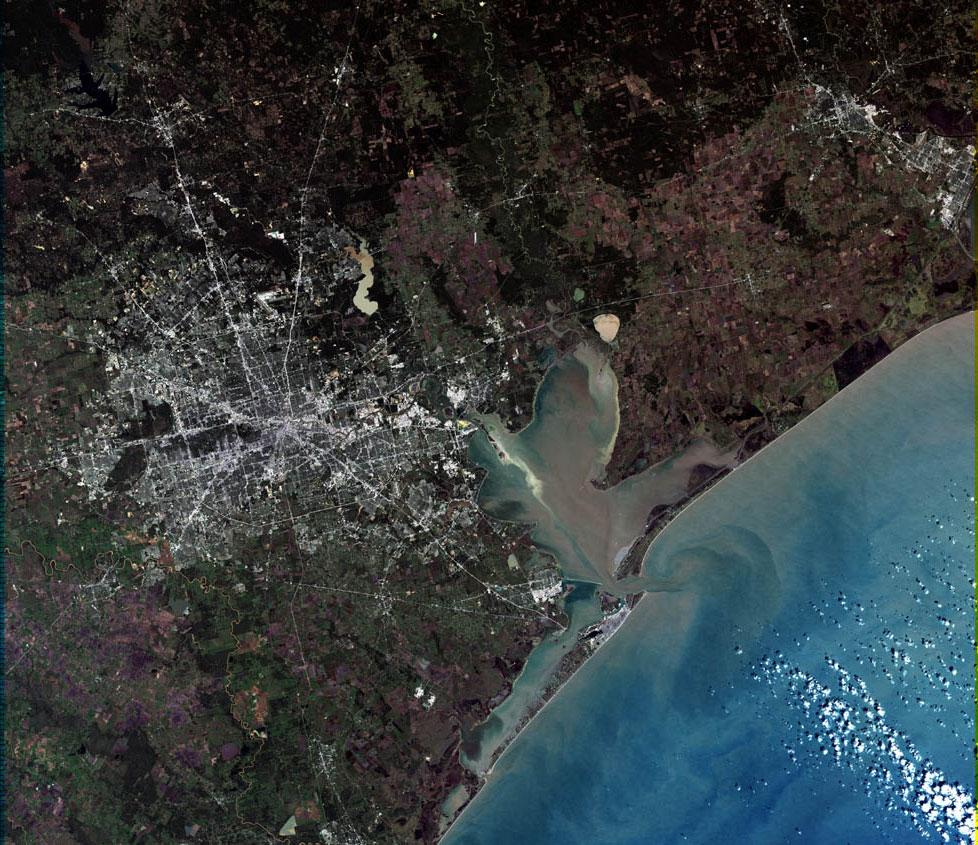
Visione satellitare dell'area dell'estuario, con la città di Houston.

La baia di Galveston (in inglese: Galveston Bay) è un grande estuario localizzato sulla costa del Texas dato dalla somma degli estuari dei fiumi Trinity e San Jacinto. 
Si compone di cinque sottobacini: Christmas Bay, West Bay, Lower Galveston Bay, Upper Galveston Bay, East Bay e Trinity Bay. Ricopre un'area di circa 1.500 km², con 50 km di lunghezza e 27 di larghezza. 
È attraversata dal canale di Houston (Houston Ship Channel) che collega il porto di Houston con il golfo del Messico. Diverse città si trovano attorno alla baia di Galveston: oltre a Houston (la più popolosa), Galveston, Pasadena, Baytown, Texas City, Anahuac.